# Gennifer Demey
Pour les articles homonymes, voir Demey.
Gennifer Demey, née le 28 novembre 1992 à Bordeaux, est une mannequin, présentatrice météo et ostéopathe française.

## Biographie

### Jeunesse
Durant sa jeunesse, Gennifer Demey est attirée par le mannequinat et est notamment modèle capillaire pour L'Oréal. Elle participe aussi à différents concours de beauté, avec succès puisqu’elle est successivement élue Miss Médoc 2015 et Miss Aquitaine 2015,,. De ce fait, elle prend part à l'élection de Miss France 2016, où elle termine 5e dauphine d'Iris Mittenaere.

### Carrière
En 2016, elle décroche un diplôme en ostéopathie, et débute ainsi l'exercice de sa profession à Bordeaux.
En octobre de la même année, elle devient présentatrice météo sur M6 et W9,.
Dès lors, sa carrière s'articule autour d'un double positionnement, à la fois médiatique et médical. Dans le même temps, la Bordelaise continue ses activités de modèle photo et mannequin, s'exposant sur les réseaux sociaux, notamment Instagram, où elle poste régulièrement des photos d'elle.
En 2023, elle prend part à la deuxième saison du programme estival Les Traîtres sur M6,. En fin d'année, elle défile au salon du chocolat à Paris

### Vie privée
Gennifer Demey a été en couple avec Hugo Bérard.
En février 2025, sa relation avec le présentateur et humoriste Éric Antoine, de seize ans son ainé, est officialisée,.

## Télévision

### Candidate
- 2023 : Les Traîtres saison 2 sur M6